# Hermann Deuser
Hermann Deuser (* 19. Februar 1946 in Wetzlar) ist ein emeritierter (2011) deutscher evangelischer Theologieprofessor.

## Leben
Zum Dr. theol. promoviert wurde Deuser 1973 an der Universität Tübingen, wo er 1970 sein erstes und 1973 sein zweites Staatsexamen in Evangelischer Theologie, Germanistik und Philosophie absolviert hatte. Von 1974 bis 1978 war er Wissenschaftlicher Assistent. Im Jahr 1978 habilitierte er sich für Systematische Theologie und von 1978 bis 1981 lehrte er als Privatdozent Systematische Theologie zunächst an der Universität Tübingen und anschließend an der Universität Bochum. 1981 berufen, wurde er 1982 Professor für Evangelische Theologie an der Universität-Gesamthochschule Wuppertal ernannt. Von 1993 bis 1997 war er am Institut für Evangelische Theologie der Justus-Liebig-Universität Gießen Professor für Systematische Theologie. Seit 1997 war er Professor für Systematische Theologie und Religionsphilosophie an der Universität Frankfurt am Main. Von 1994 bis 1999 war er Vorsitzender des internationalen Forschungskomitees des Søren Kierkegaard Forschungszentrums Kopenhagen. Seine Theologie ist stark von Søren Kierkegaard und Charles Sanders Peirce geprägt. Deuser war Mitherausgeber der Buchreihe Gesellschaft und Theologie.
2003 wurde ihm die Ehrendoktorwürde der Universität Kopenhagen verliehen.

## Veröffentlichungen (Auswahl)
- Sören Kierkegaard. 1974.
- Dialektische Theologie. Studien zu Adornos Metaphysik und zum Spätwerk Kierkegaards. 1980.
- Kierkegaard: die Philosophie des religiösen Schriftstellers, Darmstadt: Wiss. Buchges., 1985
- Gott: Geist und Natur, theologische Konsequenzen aus Charles S. Peirce' Religionsphilosophie, Berlin [u. a.]: de Gruyter, 1993
- Kleine Einführung in die Systematische Theologie, Stuttgart: Reclam, 1999
- Rationalität der Religion und Kritik der Kultur: Hermann Cohen und Ernst Cassirer, Würzburg: Echter, 2002
- Gottesinstinkt: semiotische Religionstheorie und Pragmatismus, Tübingen: Mohr Siebeck, 2004
- Systematische Theologie heute: zur Selbstverständigung einer Disziplin, Gütersloher Verl.-Haus, 2004
- Die zehn Gebote: kleine Einführung in die theologische Ethik, Stuttgart: Reclam, 2005
- Existenz-Mitteilung – nicht unmittelbares Selbstbewusstsein: Kierkegaards Kritik transzendentaler Religionsbegründung, in: Schleiermacher und Kierkegaard – Subjektivität und Wahrheit. Akten des Schleiermacher-Kierkegaard-Kongresses in Kopenhagen Oktober 2003, hrsg. v. Niels Jørgen Cappelørn, Richard E. Crouter, Theodor Jørgensen und Claus-Dieter Osthövener. De Gruyter, Berlin/New York 2006.
- Metaphysik und Religion: die Wiederentdeckung eines Zusammenhanges, Gütersloher Verl.-Haus, 2007
- Religionsphilosophie, Berlin [u. a.]: de Gruyter, 2009
- Dialektik der Freiheit: religiöse Individualisierung und theologische Dogmatik, Tübingen: Mohr Siebeck, 2012
- Religion: Kosmologie und Evolution, sieben religionsphilosophische Essays, Tübingen: Mohr Siebeck, 2014
- Metamorphosen des Heiligen: Struktur und Dynamik von Sakralisierung am Beispiel der Kunstreligion, Tübingen: Mohr Siebeck, 2015